# Goneplax rhomboides
Goneplax rhomboides är en kräftdjursart som först beskrevs av Carl von Linné 1758.  Goneplax rhomboides ingår i släktet Goneplax och familjen Goneplacidae. Arten är reproducerande i Sverige. Inga underarter finns listade i Catalogue of Life.

## Bildgalleri

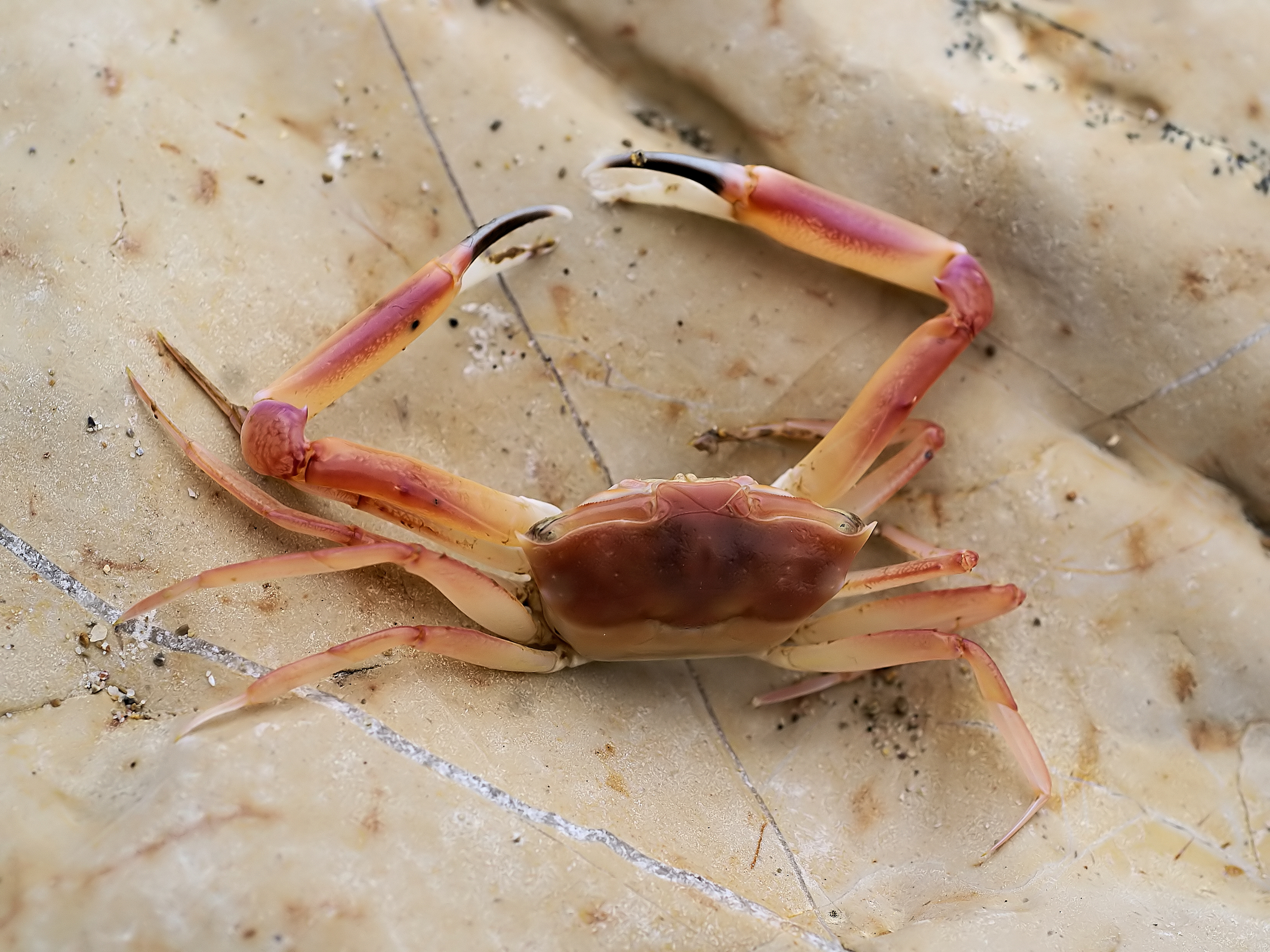
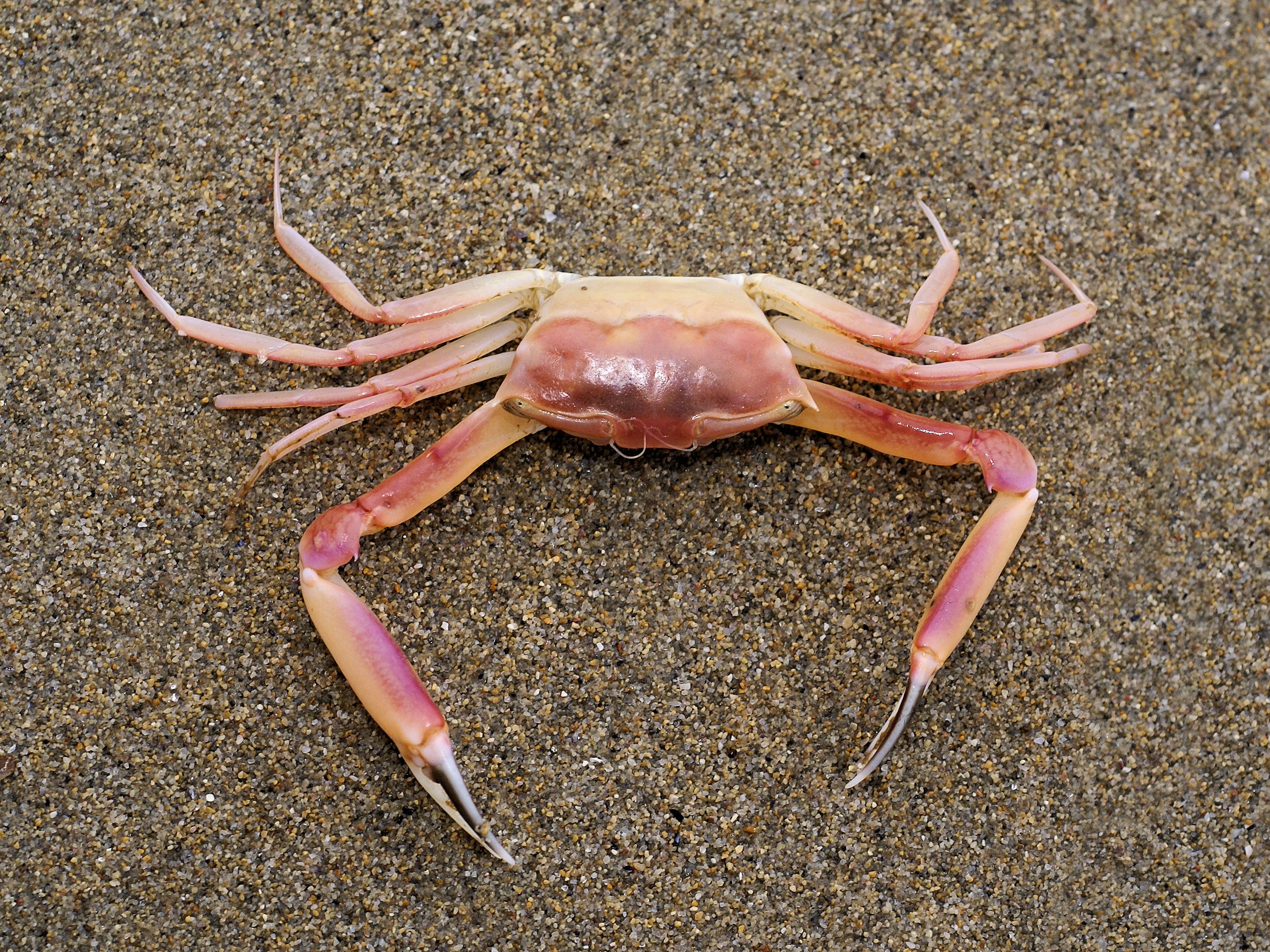
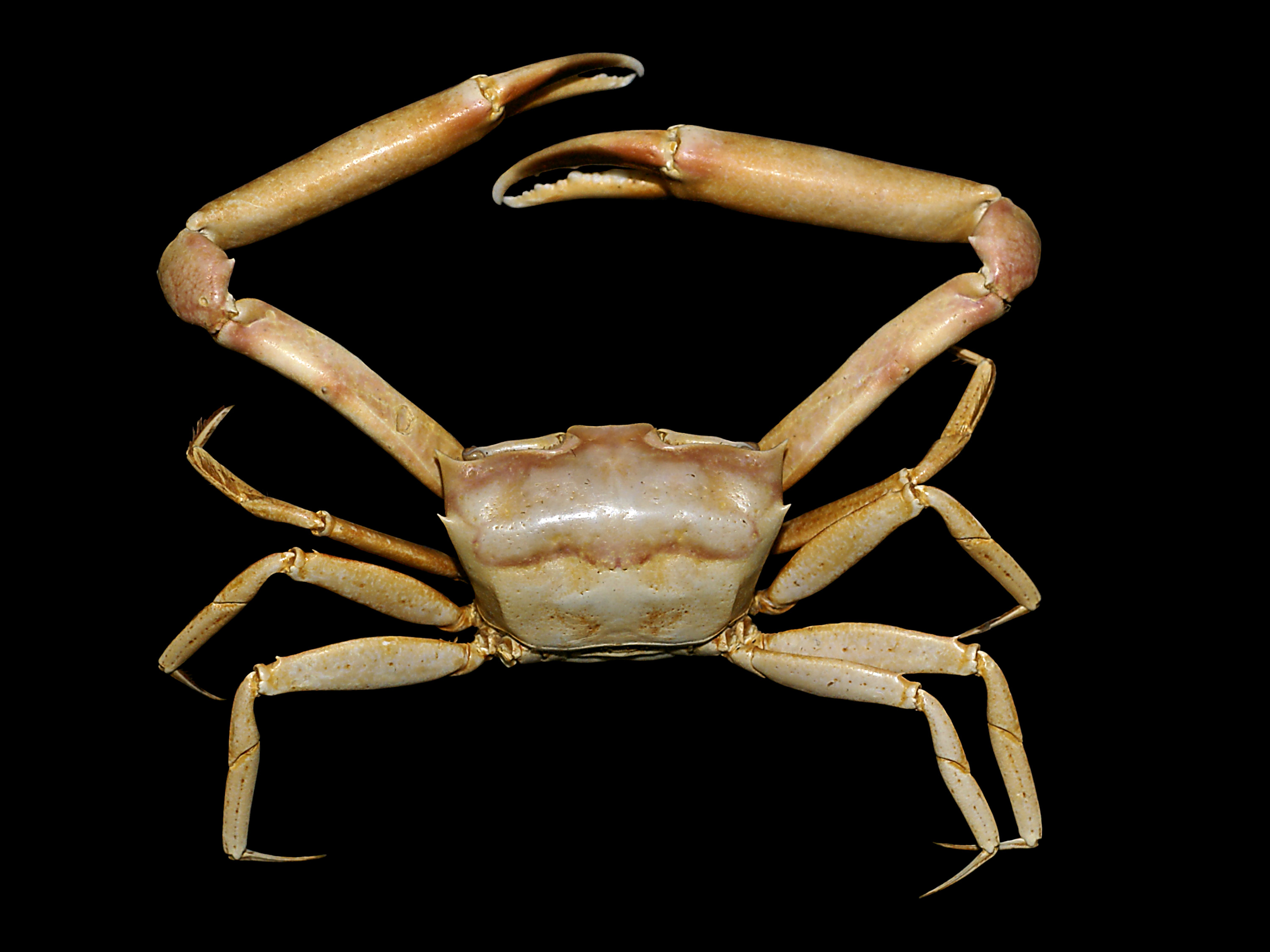
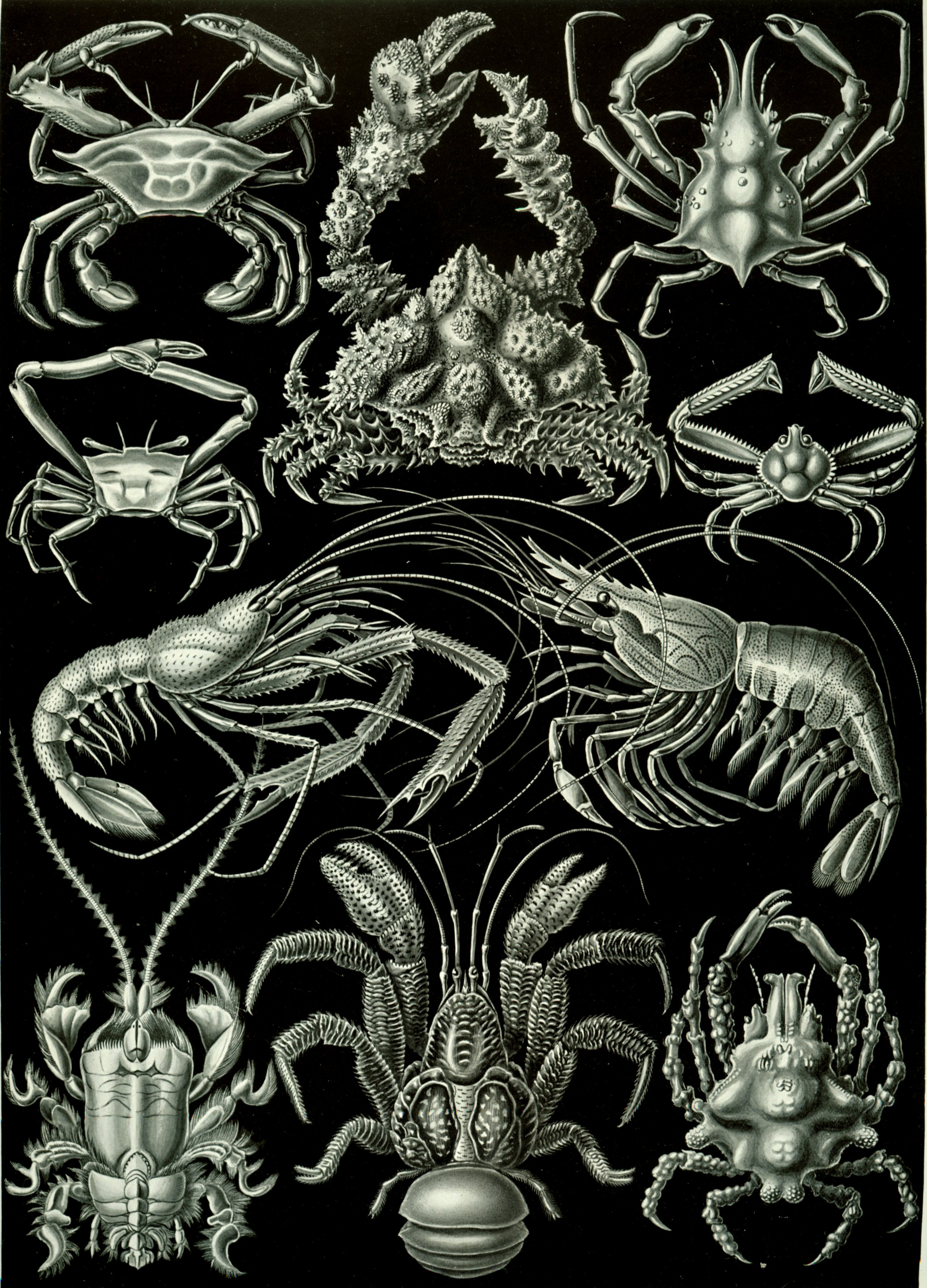